# Hans Jürgen Heringer
Hans Jürgen Heringer (* 26. April 1939 in Idar-Oberstein) ist ein deutscher Linguist. Er lebt als emeritierter Professor für Germanistische Linguistik und Deutsch als Fremdsprache in Herrsching am Ammersee.

## Leben und Werk

### Bildung und Studium
Hans Jürgen Heringer wurde 1945 in der Grundschule in Taucha bei Leipzig eingeschult. Seit 1951 besuchte er (nach schwerer Kinderkrankheit) das Gymnasium „Göttenbachschule“ in Idar-Oberstein, wo er 1959 das Abitur ablegte. Im Anschluss studierte Heringer Germanistik und Romanistik in Heidelberg (bei Peter von Polenz und Kurt Baldinger, bei beiden arbeitete er als wissenschaftliche Hilfskraft) und in Mainz. Im Jahre 1965 promovierte Heringer mit der Dissertation Die Opposition von „kommen“ und „bringen“ als Funktionsverben.
Trotz einer Behinderung wurde Heringer Leistungssportler, unter anderem spielte er Basketball in der Landesliga Rheinland-Pfalz und wurde Landesmeister im Geräteturnen (Mannschaft). Hiermit im Zusammenhang kann man auch sein Engagement in der Fairness-Initiative des deutschen Sports sehen und eine Publikation zur theoretischen Begründung von Fairness.

## Forschung und Lehre
Von 1964 bis 1969 war Heringer Wissenschaftlicher Assistent am Germanistischen Seminar der Ruprecht-Karls-Universität Heidelberg. Im Jahre 1969 habilitierte er sich mit der Arbeit Theorie der deutschen Syntax. Von 1969 an war er Professor für Germanistische Linguistik in Heidelberg. 1971 wurde er auf eine ordentliche Professur am Deutschen Seminar der Eberhard Karls Universität Tübingen berufen. Nach weiteren Rufen nahm er 1981 eine Professur für Deutsch als Zweitsprache und Interkulturelle Kommunikation an der Universität Augsburg an. Gastprofessuren an der Universität Kopenhagen, an der Universität Graz, an der Sorbonne Nouvelle Paris und an der Universität Barcelona folgten.
Heringers wissenschaftliche Arbeiten sind bestimmt durch zwei Aspekte: einerseits formale Theorien der Sprache, andererseits didaktische und praktische, auch sprachkritische Publikationen.

### Der Linguist
Am Beginn der Laufbahn standen Arbeiten zur Syntax. Hier wurde eine eigenständige formale Syntax des Deutschen entwickelt, die die Entwicklung der Dependenzgrammatik und Valenztheorie mitprägte. Dem folgte der Versuch einer leicht formalisierten praktischen Semantik, die vor allem der Handlungstheorie verpflichtet ist.
Aus der frühen Kooperation mit Sprachdidaktikern entstanden Sprachbücher für die Grundschule und das im Team erarbeitete Projekt „Deutschstunden“, das mehr als 80 Druckwerke umfasst. Als Herausgeber der Linguistischen Arbeiten und der Zeitschrift Linguistik und Didaktik beförderte Heringer die Linguistik in der Bundesrepublik Deutschland dieser Jahre.

### Der Sprachkritiker
Der Kontakt mit der Sprachkritik fand sich schon früh in der Dissertation. Dabei ging es Heringer um eine linguistische Fundierung der Sprachkritik. In dem Büchlein Ich gebe Ihnen mein Ehrenwort wurde die Sprachkritik fundiert auf kommunikativ moralischen Prinzipien. Im Büchlein Ein Affe im Spiegel werden journalistische Verfahren der Wiedergabe kritisch vorgeführt. In neuerer Zeit kehrt Heringer zur Sprachkritik zurück und widmet sich dem Gendern.
Im Jahre 1989 wurde Heringer als jüngstem Preisträger der Konrad-Duden-Preis verliehen.

## Publikationen (Auswahl)

### Syntax und Grammatik
- 1970: Deutsche Syntax. Berlin. Sammlung Göschen. Verlag de Gruyter. 2. Aufl. 1973. (Koreanisch 2005)
- 1970: Theorie der deutschen Syntax. München. Linguistische Reihe. Hueber Verlag. 2. Aufl. 1973
- 1989: Grammatik und Stil. Praktische Grammatik des Deutschen. Frankfurt. Cornelsen Verlag
- 2013: Deutsche Grammatik. Ein Arbeitsbuch für Studierende. Paderborn. UTB Fink
- 2018: Fit in Grammatik: Kleine Reimgrammatik. mykum Verlag (Brey)

### Philosophie
- 2018: Der kleine Schopenhauer. Im Dialog mit sich selbst. Brey. mykum Verlag
- 2019: "Ich wünschte, 2X2 wäre 5!" Ludwig Wittgenstein: Eine Einführung. Würzburg. Königshausen & Neumann Verlag
- 2022: Hart an der Grenze. Zwischen Unsinn und Tiefsinn. Königshausen & Neumann Verlag (Würzburg)

### Semantik und Textlinguistik
- 1974: Praktische Semantik. Stuttgart. Klett. (Englisch: Practical Semantics 1978)
- 1999: Das höchste der Gefühle. Empirische Studien zur distributiven Semantik. Tübingen. Stauffenburg Verlag
- 2011: Texte analysieren und verstehen. UTB. Paderborn. Fink Verlag
- 2015: Linguistische Texttheorie. Eine Einführung. UTB A. Francke Verlag (Tübingen)
- 2018: Textlinguistik. Ein Arbeitsbuch. mykum Verlag (Brey)
- 2023: Stil- und geschlechtergerecht. Eine moderne Stilfibel. Königshausen & Neumann (Würzburg)
- 2024: Toleranz. Spiegel der Freiheit. Oder korrekte Sprache? Würzburg. Königshausen & Neumann
- 2024: Idiomatik in der Phraseologie. Eine Einführung. Stuttgart. J.B. Metzler

### Sprachdidaktik und Sprachlehre
- 1986–1993: mit H. Frommer / Th. Herold / U. Müller: Deutschstunden. Sprachbuch, Lesebuch, Arbeitshefte und Lehrerbände. Bd. 5–10. Berlin. Cornelsen Verlag
- 1996: Grammaire allemande. Paris. Didier Verlag
- 2014: Deutsche Grammatik und Wortbildung in 125 Fragen und Antworten. UTB A. Francke Verlag (Tübingen)

### Sprachkritik
- 1990: „Ich gebe Ihnen mein Ehrenwort“. Politik, Sprache, Moral. München. Beck Verlag
- 2011: Ein Affe im Spiegel. Journalisten und wir – eine Kritik. Tübingen. Stauffenburg Verlag
- 2015: Sprachkritik (mit Rainer Wimmer). UTB Paderborn. Wilhelm Fink Verlag
- 2022: Wörter, die nie im Duden standen. Und demnächst vielleicht?
- 2022: Richtig gegendert? Ironischer Sprachtrainer. Mykum Verlag (Brey)

### Interkulturelle Kommunikation
- 2004: Interkulturelle Kommunikation. Grundlagen und Konzepte. Tübingen und Basel. A. Francke. 5., überarb. und erw. Aufl. Tübingen 2017. Koreanische Adaptation 2009
- 2012: Interkulturelle Kompetenz. Ein Arbeitsbuch mit interaktiver CD und Lösungsvorschlägen. Tübingen und Basel. A. Francke.

### Sprache allgemein
- 2011: Heringers Reizwörterbuch. Unwiderstehlicher deutscher Wortschatz. Duden Mannheim
- 2018: Kommunikationsfallen. Und wie man reintappt. Mykum Verlag (Brey)
- 2021: Wunderwerk Sprache. Faszinierende Antworten auf große Fragen. Dudenverlag Berlin
- 2023: Stil- und geschlechtergerecht. Eine moderne Stilfibel
- 2023: 100 Jahrhundert Wörter. Auch eine Geschichte des Deutschen

### Literarisches
- 2020: Stichelwörter zur Lebensweisheit. Königshausen & Neumann Verlag (Würzburg)
- 2021: Lichtenbergfiguren. Geistesblitze. Königshausen & Neumann Verlag (Würzburg)

### e-learning-Kurse und APPs
- 2002: Interkulturelle Kommunikation (e-learning)
- 2016: Interkulturelle Kommunikation (App)
- 2017: Prüfungssimulatoren, zum Beispiel „Deutschtest für Zuwanderer“
- 2020: Diverse Apps: Deutsche Grammatik, Train Ur Brain

### Herausgeber
- Holzfeuer im hölzernen Ofen. Aufsätze zur politischen Sprachkritik, Tübingen: Gunter Narr, 1982
- Linguistik und Didaktik (= Sprache und Literatur in Wissenschaft und Unterricht). Fink Verlag. Paderborn
- Linguistische Arbeiten. Niemeyer Verlag. Tübingen
- LIBAC: Linguistik für Bachelor. UTB. Fink Verlag. Paderborn